# Of Human Bondage
Of Human Bondage (conocida como Cautivo del deseo en España y El cautivo del deseo en Argentina) es una película dramática estadounidense de 1934; el guion de Lester Cohen se basa en la novela de 1915 Servidumbre humana (Of Human Bondage), escrita por William Somerset Maugham.  
La película está dirigida por John Cromwell y tiene a Bette Davis y Leslie Howard como actores principales. La crítica considera esta película como la que convirtió a Davis en una estrella; además, obtuvo su primera nominación al Óscar.

## Argumento
Después de estudiar durante cuatro años pintura en París y comprender que nunca será más que un artista de segunda fila, Philip Carey (Leslie Howard), un joven cojo y sensible, vuelve a Inglaterra para estudiar medicina. Mayor y más introspectivo que los demás estudiantes, tiene que trabajar y estudiar muchas horas para mantener el primer puesto de su clase.
A través de dos estudiantes conoce a Mildred Rogers (Bette Davis), una camarera atractiva, pero analfabeta, de un cercano salón de té. Después de una cita, Philip se siente atraído físicamente por ella y deseoso de continuar la relación. Más tarde, Mildred le deja plantado para salir con un vulgar viajante, Emil Miller (Alan Hale, Sr.), que ha prometido casarse con ella. La egocéntrica Mildred insulta vengativamente a Philip por estar interesado románticamente en ella.
Herido por este rechazo, Philip se refugia en sus estudios y se prepara para un examen que aprueba a duras penas. En una fiesta conoce a una mujer atractiva y encantadora, Norah (Kay Johnson), que escribe novelas románticas bajo un seudónimo masculino y que suavemente lo ayuda a superar su dolorosa adicción a Mildred. Sin embargo, justo cuando parece que Philip está encontrando la felicidad, Mildred regresa, embarazada y afirmando que Emil la ha abandonado sin un céntimo.

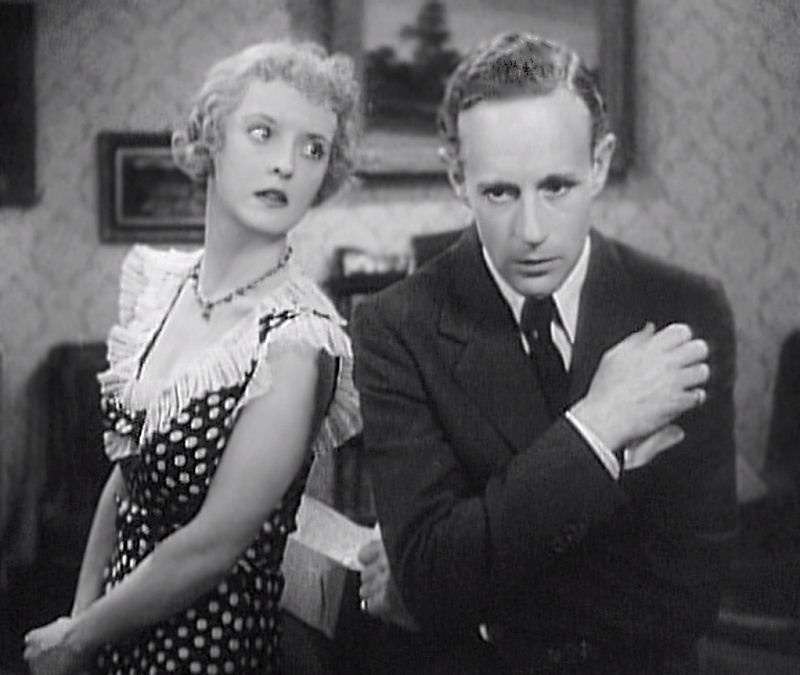
Fotograma parcial de la película: Bette Davis y Leslie Howard.

Philip consigue un apartamento para ella, se cargo de sus gastos y rompe su relación con Norah. Norah y Philip se dan cuenta de cómo las relaciones interpersonales pueden llegar a ser una forma de esclavitud —como Philip dependía de Mildred, Norah de Philip, y Mildred de Emil—. La intención de Philip es casarse con Mildred después de que nazca su hijo, pero Mildred, aburrida e inquieta, resulta ser una madre desinteresada y entrega el cuidado del bebé a una enfermera.
En la cena para festejar su compromiso, Mildred flirtea descaradamente con un estudiante de medicina, compañero de Philip, Harry Griffiths (Reginald Denny). Philip se enfrenta con Mildred, que se fuga con Griffiths a París. Abandonado otra vez por la frívola Mildred, Philip vuelve a centrar todas su atención en el trabajo y en Sally Athelny (Frances Dee), la sensata hija de unos de sus pacientes, Thorpe Athelny (Reginald Owen), en el hospital de beneficencia donde trabaja. La familia Athelny es atenta y cariñosa, y abren a Philip las puertas de su casa.
Mildred regresa con su bebé y, compungida, confiesa a Philip lo mucho que siente haberle dejado. Philip no puede evitar ayudarla y la admite en su casa. Cuando Mildred se muda, las cosas no van como sería deseable; en un arranque de furia, Mildred destroza el apartamento, destruye sus pinturas y libros y quema los valores y bonos que le dio un tío para financiar sus estudios. Philip se ve obligado a abandonar la escuela de medicina. Antes de abandonar la institución, una operación corrige su pie zambo. Los Athelnys acogen a Philip, que no encuentra trabajo y le han echado del apartamento; así, empieza a trabajar como escaparatista.
Al cabo de cierto tiempo, Philip recibe una carta que le informa que su tío ha muerto, dejándole una pequeña herencia suficiente para terminar sus estudios. Con este dinero, puede volver a sus estudios y pasar los exámenes para convertirse en médico. Más adelante, Philip se encuentra con Mildred, enferma de tuberculosis y desahuciada —la película insinúa que trabaja como prostituta—; su hijo ha muerto y está desconsolada. Antes de que pueda visitarla otra vez, Mildred muere en el hospital de beneficencia. Libre de su obsesión, Philip hace planes para casarse con Sally.

## Reparto
- Leslie Howard: Philip Carey
- Bette Davis: Mildred Rogers
- Frances Dee: Sally Athelny
- Kay Johnson: Norah
- Reginald Denny: Harry Griffiths
- Alan Hale: Emil Miler
- Reginald Sheffield: Cyril Dunsford
- Reginald Owen: Thorpe Athelny
- Tempe Pigott: Agnes Hollet, casera de Philip

## Producción
En 1932, el director Michael Curtiz mostró a Cromwell una copia de su recién terminada película, Esclavos de la tierra (The Cabin in the Cotton, 1932) porque Cromwell quería contar con su protagonista masculino, Richard Barthelmess, para un proyecto que estaba preparando. Pero el interés de Cromwell lo captó la actuación de Bette Davis en su papel de mujer fatal que le recordó a la desaliñada camarera Mildred de la novela Servidumbre humana (Of Human Bondage, 1915), escrita por W. Somerset Maugham. Cromwell sabía que el productor Pandro S. Berman había comprado los derechos de la novela de Maugham para Leslie Howard y cuando sugirió que Davis sería la coprotagonista perfecta, Berman estuvo totalmente de acuerdo. Maugham también apoyó esta elección.
El guionista Wilson Mizner entregó una copia de la novela de Maugham a Davis, que se encontraba rodando 20.000 años en Sing Sing (20,000 Years in Sing Sing, 1932). Después de leerla y sabiendo que RKO tenía los derechos para llevarla a la pantalla, imploró a Jack Warner que la prestara a ese estudio rival. «En aquel momento, sin embargo, los Warner tenían otros planes para mí.», recordaría Davis más adelante, «Pensaban que me necesitan desesperadamente para esas películas clásicas e inmortales como El altar de la moda (Fashions of 1934, 1934), Drogas infernales (The Big Shakedown, 1934) y A la caza de herederos (Jimmy the Gent, 1934)» A regañadientes filmó no sólo esos sino también Niebla sobre San Francisco (Fog Over Frisco, 1934), pero continuó atosigando a Warner, que seguía oponiéndose porque pensaba que un papel como el de Mildred destruiría la imagen sofisticada y glamorosa de Davis; por esa misma razón Katharine Hepburn, Irene Dunne y Ann Harding rechazaron el papel. «Una heroína perversa como Mildred era algo desconocido en esos tiempos. Jack Warner no podía entender que una actriz quisiera interpretar ese papel», dijo Davis. Warner finalmente transigió porque Mervyn LeRoy quería contratar a la estrella de RKO, Irene Dunne, para la película Bella Adelina (Sweet Adeline, 1934) —adaptación cinematográfica del musical de Jerome Kern y Oscar Hammerstein II—, y los dos estudios acordaron intercambiar las actrices.

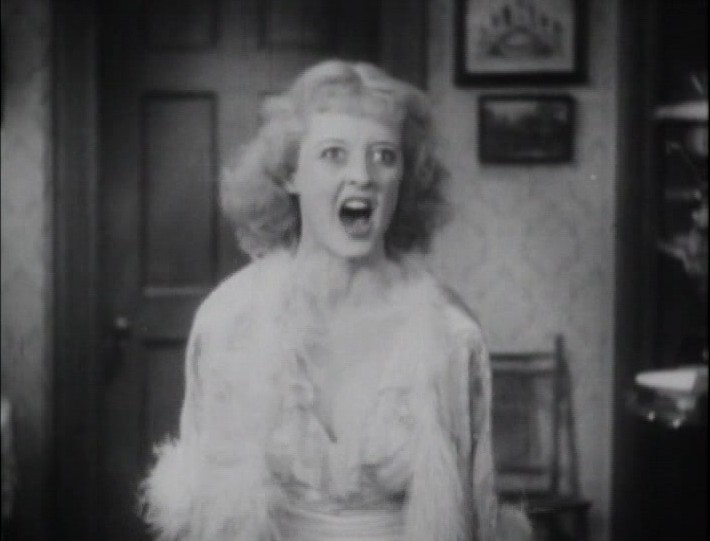
Bette Davis fue muy aplaudida por su interpretación de la pendenciera Mildred en Cautivo del deseo.

Con la intención de prepararse el papel, Davis contrató a un ama de llaves inglesa. «Tenía el acento cockney justo para el papel de Mildred. Nunca le confesé que me estaba enseñando cockney, para que no exagerara su acento.» Sus esfuerzos no lograron impresionar a Leslie Howard que, como otros actores británicos del reparto, estaba molesto porque el papel lo había conseguido una estadounidense. «No podía culparlos», reconoció Davis. Sin embargo, su comportamiento durante el rodaje era deprimente. «El Sr. Howard se ponía a leer en cuanto salía de escena; lanzándome su parte del diálogo durante mis primeros planos. Se volvió un poco menos distante cuando le informaron que solamente sería esa película.» El historiador cinematográfico Kingley Canham observa que Leslie Howard, con la ‘sutileza caballeresca’ (‘gentlemanly understatement’) de su actuación, sirvió de contrapeso al frecuente dominio de Davis sobre sus coprotagonistas masculinos menos talentosos.
Davis diseñó su propia caracterización y maquillaje para las escenas en que representa la etapa final de la enfermedad de Mildred; cambió sífilis por tuberculosis para cumplir con las exigencias del código Hays que, bajo el control del censor Joseph Breen, empezaba a expandirse y a aplicar rigurosamente un código de producción global. El 1 de julio de 1934, tres días después del estreno, se anunció formalmente un código de censura más estricto.
«Dejé muy claro que Mildred no iba a morir de una enfermedad terrible con el aspecto de una debutante que no había dormido la siesta. Las últimas fases de la tuberculosis, la pobreza y la dejadez no son agradables; yo intenté ser convincente. No fue algo impactante y Mildred brotó... tan real como la peste.»

Reflexionando sobre su actuación en años posteriores, Davis dijo: «Mi compresión de la degradación de Mildred —no era compasión sino empatía— me daba tranquilidad... Todavía era una inocente. Sin embargo, comprendí milagrosamente las maquinaciones de Mildred al interpretarla. esto me avergonzaba con frecuencia... Supongo que nada puede cambiar el hecho de que todos estamos hechos del bien y del mal.»
Davis estaba tan nerviosa por cómo reaccionaría el público a su interpretación que decidió no asistir al preestreno en Santa Bárbara (California), pero envió a su madre, Ruth, y a su esposo, Harmon O. Nelson. Ruth contaba luego: «Durante una hora y media de terrible realismo, nos mantuvimos pegados al asiento sin decir palabra, dirigiéndonos una mirada fugaz de vez en cuando. Salimos de la sala en silencio absoluto. Ninguno de los dos sabía qué pensar, porque sentíamos que la película la consagraría o la destrozaría; la duda era ¿le gustaría al público en general esa historia desagradable tanto como parecía haber gustado a los asistentes al pre-estreno?» Cuando llegó a casa, Nelson dijo a Davis que pensaba que su actuación, aunque ‘dolorosamente sincera’, podría dañar su carrera.
Los ejecutivos de RKO no esperaban que se oyeran risas durante el preestreno. Después de ver la película unas cuantas veces consideraron responsable a la música de Max Steiner. El compositor tuvo que escribir una nueva partitura con un motivo para cada uno de los personajes principales.
La película se estrenó oficialmente en el Radio City Music Hall el 28 de junio de 1934 y llegó al resto de salas el 20 de julio. Las críticas favorables molestaron a los ejecutivos de Warner Bros., que estaban avergonzados de que una de sus estrellas contratadas fuera aclamada por una película hecha en otro estudio; intentaron, a toda costa, excluir esta película de cualquier publicidad sobre Davis.
Se daba por hecho su nominación al Óscar a la mejor actriz pero la Academia la ignoró a favor de Grace Moore por Una noche de amor (One Night of Love, 1934), Norma Shearer por The Barretts of Wimpole Street y la que finalmente resultó ganadora Claudette Colbert por Lo que sucedió aquella noche / Sucedió una noche (It Happened One Night, 1934). Los votantes enojados ignoraron a los nominados en sus papeletas y escribieron el nombre de Davis; más tarde se supo que había quedado en tercer lugar, después de Colbert y Shearer. Se contrató a Price Waterhouse para contar los votos y, a partir del año siguiente —cuando Davis ganó el Óscar por Peligrosa (Dangerous, 1935)—, se inició la costumbre de mantener los resultados en secreto.

## Recepción
El crítico del The New York Times, Mordaunt Hall, dijo que la novela de Maugham «ha conseguido ser adaptada a la pantalla de forma inesperadamente saludable. Puede que no tenga gran fuerza dramática pero el realismo de la historia y la marcada autenticidad del ambiente hacen que los espectadores se aferren a cada palabra pronunciada por el interesante grupo de personajes». Pensaba que la interpretación de Leslie Howard «supera casi cualquier actuación anterior. No hay un ejemplo mejor de cómo meterse en la piel del personaje». Respecto a Bette Davis, la describió como «extremadamente real». Ese mismo año, un crítico de la revista Life se refirió a la actuación de Bette Davis como la mejor jamás grabada para la gran pantalla por una actriz.
Sin embargo, Davis no fue nominada para el Óscar a la mejor actriz; ese año las nominadas fueron tres: Claudette Colbert, Norma Shearer y Grace Moore. Como un grupo defendía con calor la actuación de Davis, la Academia permitió ese año que «se escribiera en» las papeletas impresas con las nominaciones oficiales. Colbert, que ese año había rodado tres grandes películas, ganó el premio fácilmente por Lo que sucedió aquella noche / Sucedió una noche (It Happened One Night) —también rodó otras dos películas nominadas al Óscar: Imitación de la vida (Imitation of Life) y Cleopatra—. Shearer ocupó el segundo lugar en número de votos. La «no-nominada» Bette Davis estaba en tercer lugar y también la «no-nominada» Myrna Loy llegó a ocupar un puesto entre las cinco actrices con más votos por su actuación en La cena de los acusados (The Thin Man).